# Festival de Cinema Queer de Mawjoudin
O Mawjoudin Queer Film Festival é um festival anual de cinema na Tunísia com temática LGBT. O festival teve sua primeira edição em 2018, sendo o primeiro festival de filmes LGBT no país e em toda a África do Norte. Ele é organizado pela ONG tunisina Mawjoudin, cujo nome significa "Nós Existimos". O foco está nas identidades queer, especialmente em pessoas do Sul global.

## Motivação
O festival tem como objetivo criar um espaço para pessoas LGBT que não é heteronormativo nem homofóbico. Por razões de segurança, a localização do festival não é divulgada; as pessoas interessadas em participar do festival precisam entrar em contato direto com os organizadores.
Os organizadores veem o festival como uma forma de ativismo: "Estamos tentando lutar não apenas nos tribunais, mas através da arte".

## História

### Primeira edição

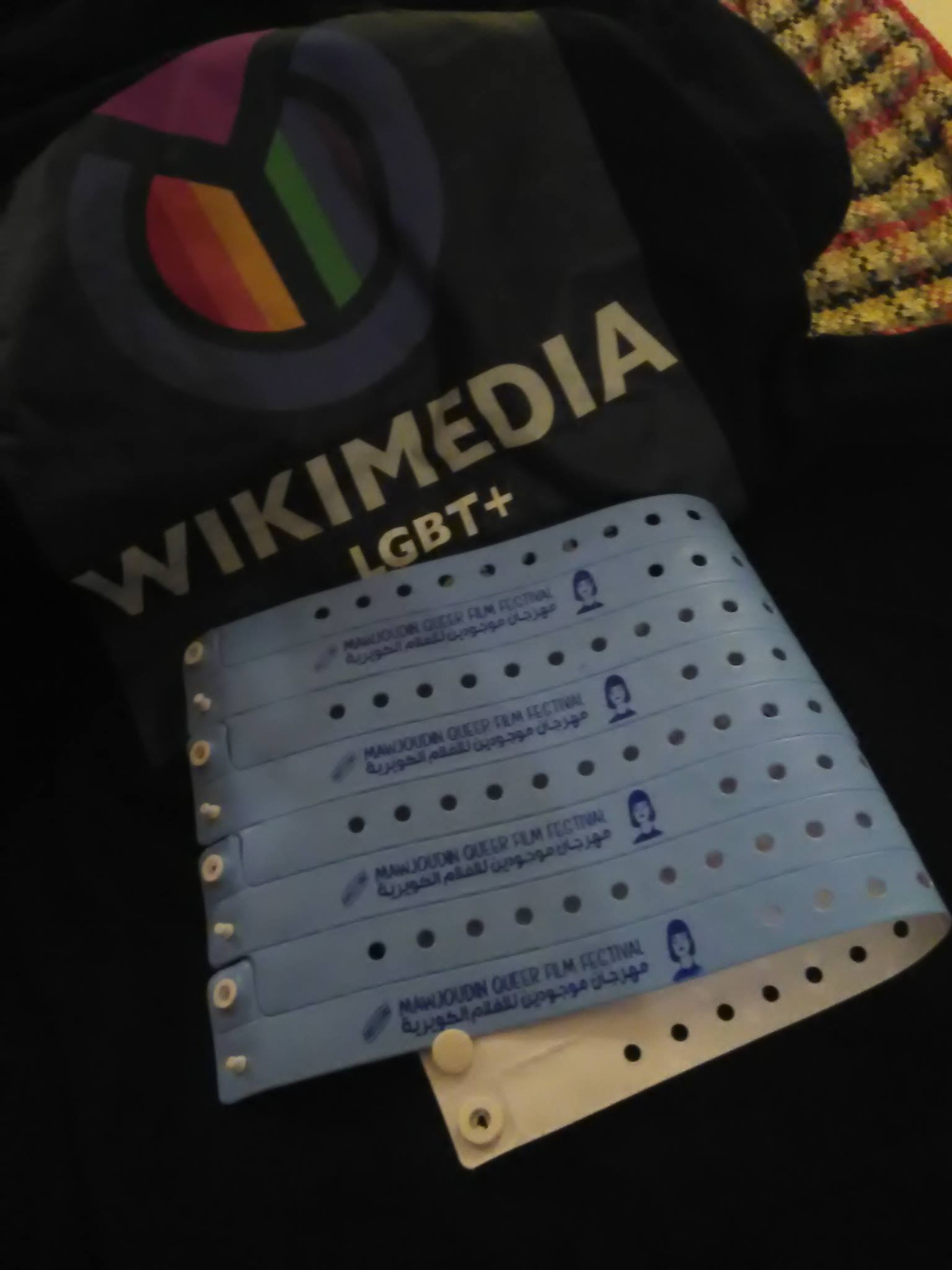
Pulseiras do Mawjoudin Queer Film Festival 2019

A primeira edição do festival ocorreu entre os dias 15 e 18 de janeiro de 2018, e recebeu apoio financeiro da Fundação Hirschfeld-Eddy. Os principais temas foram gênero e sexualidade não-heteronormativa. Além de exibir 12 filmes de curta e média metragem, o festival também incluiu concertos, debates e os paineis de discussão "Queer como Arte" e "Queer como Resistência".

### Segunda edição
A segunda edição do festival foi de 22 a 25 de março de 2019, no centro de Tunes. O festival de 2019 teve como objetivo cobrir todo o espectro LGBTQI+, e teve também um forte foco no feminismo. Um total de 31 filmes foram exibidos, incluindo filmes argentinos, chineses, indianos, quenianos, paquistaneses, portugueses e tunisinos. Além dos filmes, também ocorreram apresentações, debates e uma oficina de teatro intitulada "Rumo a um Teatro Queer".

### Terceira edição
A terceira edição do festival, planejada para ocorrer entre 20 e 23 de março de 2020, foi adiada por causa da pandemia de COVID-19.

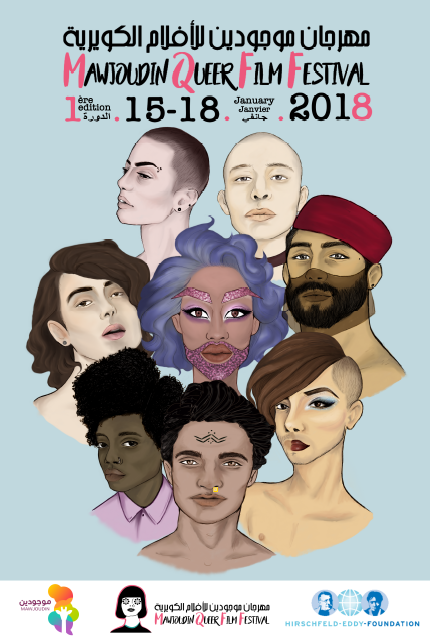
Cartaz da primeira edição, 2018
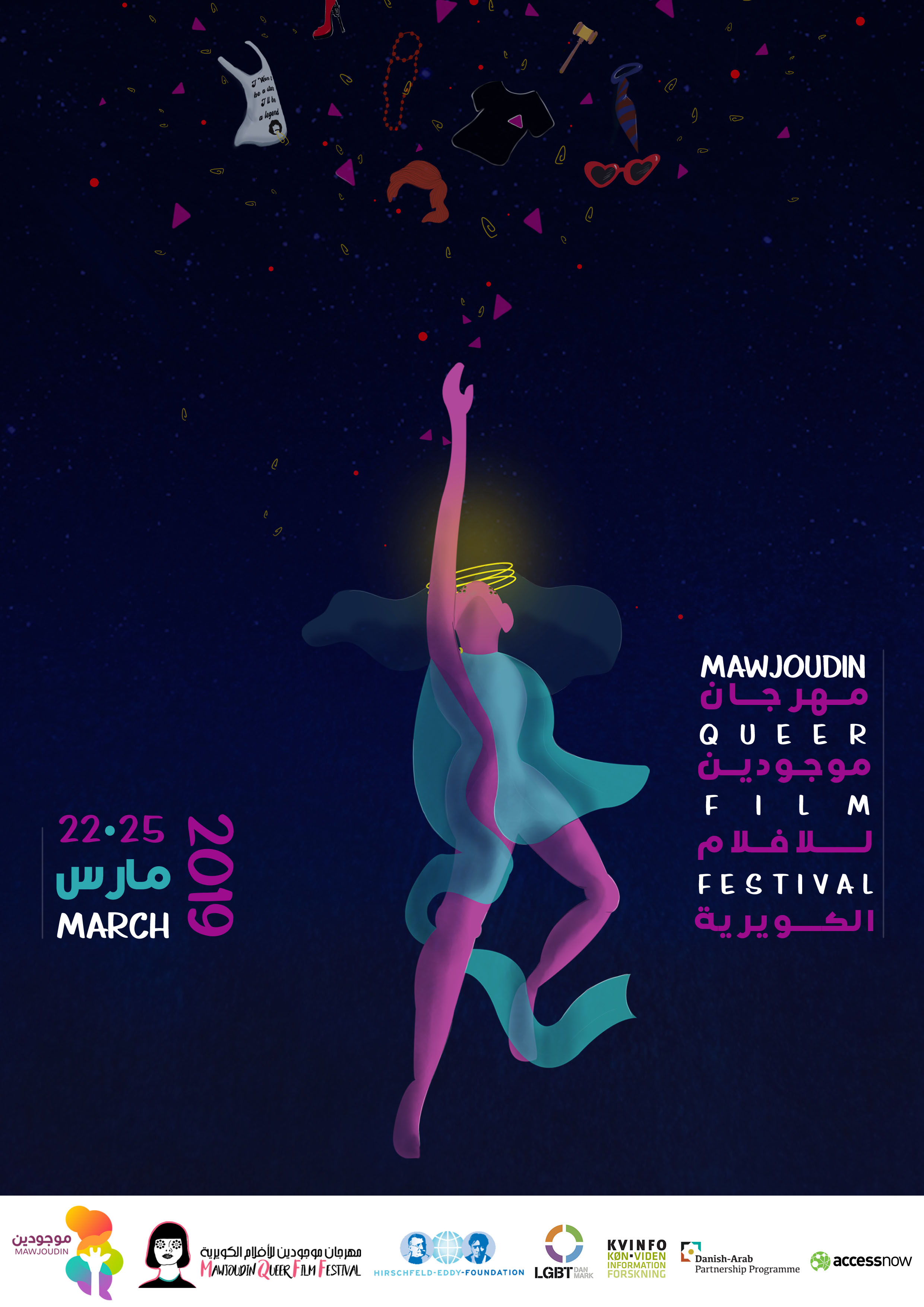
Cartaz da segunda edição, 2019
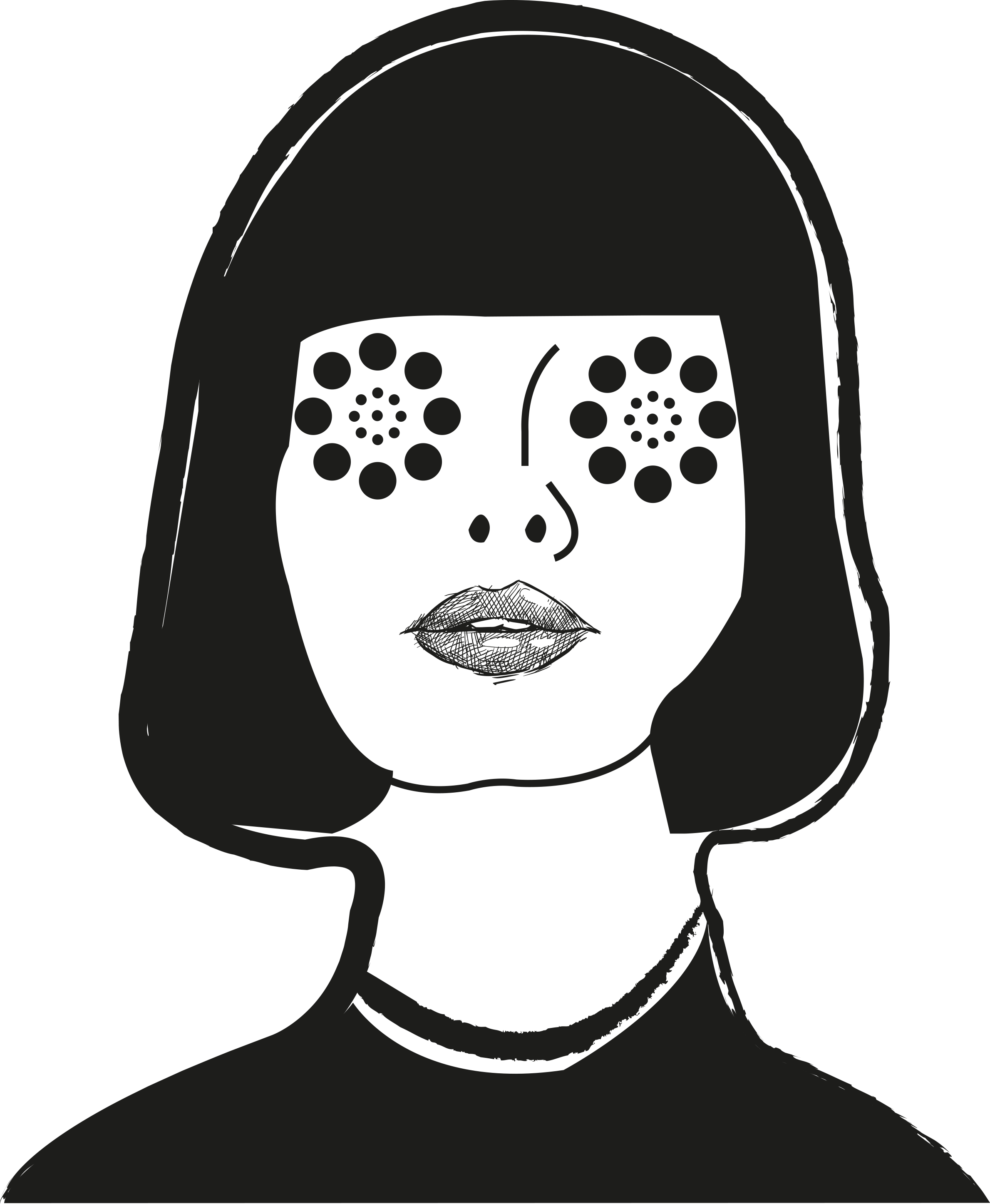
Mascote oficial do festival

## Filmes
No festival de 2018, "Under The Shadow" foi exibido no dia da abertura. O filme é um docudrama tunisino dirigido por Nada Mezni Hafaiedh, o qual recebeu reconhecimento no Festival de Cinema de Cartago.
Os filmes exibidos durante o festival em 2019 incluem:
- "Extravaganza", um documentário chinês de Mathiew Baren
- "Rafiki", um filme queniano de Wanuri Kahiu
- "Sisak", um curta-metragem silencioso de Fawaz Arif Ansari
- "Today Match at Three", um filme argentino de Clarisa Navas sobre o futebol feminino após a Copa do Mundo de Futebol Feminino de 2019
- "Travesty", um documentário de Safwen Abdellali que segue a história de uma pessoa trans
- "A Tribord, Je Vomis", de Tarek Sardi, co-produzido pelos organizadores do festival
- "Ymin el Baccouche", de Tarek Sardi, que denuncia a bifobia